# Paul Albrecht (Pädagoge)
Paul Johann Albrecht (* 12. Oktober 1845 in Leipzig; † 17. Januar 1923 in Kohlscheid) war ein deutscher Lehrer, der zeitweise das Schulwesen in Elsaß-Lothringen leitete.

## Leben und Wirken
Er war der Sohn des Buchbindermeisters Eduard Albrecht. Nach dem Schulbesuch in Plauen studierte er an den Universitäten Leipzig und Göttingen. Das Studium schloss er mit Promotion und Staatsprüfung 1867 ab. Danach wurde er Lehrer an der Klosterschule Ilfeld, 1872 Konrektor am protestantischen Gymnasium in Straßburg. Dort wurde er zunächst Mitglied und später Direktor und zuletzt Präsident des Oberschulrates für Elsaß-Lothringen. 1915 ging er in den Ruhestand und wurde 1918 aus Frankreich ausgewiesen.